# 楠本碩水
楠本 碩水（くすもと せきすい、天保3年1月26日（1832年2月27日） - 大正5年（1916年）12月23日）は、江戸時代後期の儒学者。諱は孚嘉、字は吉甫、通称は謙三郎、号は碩水、天逸。楠本端山の弟。

## 人物
肥前国平戸藩士の子として針尾島(長崎県佐世保市)に生まれる。藩校の維新館に学んだのち、広瀬淡窓に入門。さらに肥後国長洲の月田蒙斎から、崎門（山崎闇斎の学派)の朱子学を承けた。25歳で維新館の助教となり、江戸に遊学して佐藤一斎に従学する。明治元年（1868年）に貢士に任ぜられ大学少博士となるが。、同3年（1871年）に棄禄して故郷に帰り、隠逸の生活を送った。兄の端山と共に同14年（1882年）,鳳鳴書院を建て,門人を育成した。
編著に『朱王合編』(全4巻付1巻)、『碩水先生遺書』(全12巻)などがあり、『楠本端山・碩水全集』に収められている。